# Petra Wziontek
Petra Wziontek (* 30. August 1960 in Köln) ist eine ehemalige deutsche Hochspringerin.
Petra Wziontek belegte bei den Deutschen Hallenmeisterschaften zwischen 1979 und 1986 sechsmal einen Platz unter den besten acht, 1979 und 1980 war sie Vizemeisterin hinter Ulrike Meyfarth. Im Freien konnte sie sich zwischen 1978 und 1984 viermal unter den besten acht platzieren, 1982 belegte sie hinter Meyfarth den zweiten Platz.
Insgesamt achtmal trat Wziontek im Nationaltrikot an. Beim Leichtathletik-Europacup 1979 belegte sie den sechsten Platz.
Bei den Leichtathletik-Halleneuropameisterschaften 1980 in Sindelfingen wurde sie Fünfte. 
Ihre persönliche Bestleistung von 1,91 m stellte sie am 24. Juni 1979 in Bremen auf. Petra Wziontek startete für den ASV Köln.